# Bagodares sternularia
Bagodares sternularia är en fjärilsart som beskrevs av Druce 1893. Bagodares sternularia ingår i släktet Bagodares och familjen mätare. Inga underarter finns listade i Catalogue of Life.